# 加爾·勞雷
加勒·約翰·勞雷（英語：Caleb John Raleigh，1996年11月26日—），綽號「Big Dumper」，為美國職棒大聯盟的捕手，目前效力於西雅圖水手。他在2021年登上大聯盟，2022年，他以一支再見全壘打，幫助水手終結21年的季後賽乾旱期。

## 職業生涯

### 西雅圖水手
2021年7月11日，勞雷登上大聯盟，不過他初登場4打數0安打，還吞下2次三振。7月20日，勞雷敲出大聯盟首安與首分打點。7月23日，勞雷敲出大聯盟首轟。整季他的打擊率為1成80，並敲出2轟與13分打點。
2022年球季初，勞雷都待在3A待命。5月7日，因為捕手Tom Murphy受傷，因此球隊拉上勞雷支援。他在6月份幫助水手在10場比賽中拿下7勝。9月30日，勞雷在9局下上場代打，並敲出再見全壘打，幫助水手睽違21年再次拿下季後賽門票。整季他敲出26轟，也寫下水手捕手的隊史紀錄。

## 外部連結
- 球員資訊和成績在MLB ，ESPN ，Baseball Reference，Fangraphs，The Baseball Cube （英文）